# WWP World Cruiserweight Championship
Il WWP World Cruiserweight Championship è un titolo di wrestling della federazione sudafricana "World Wrestling Professional" riservato agli atleti che pesano meno di 220 libbre (pari a 100 kg). È stato creato il 1º novembre 2007 durante uno show della federazione.

## Albo d'oro
| Wrestlers:     | Volte: | Data:            | Luogo:       |
| -------------- | ------ | ---------------- | ------------ |
| Justin Gabriel | 1      | 1º novembre 2007 | Johannesburg |
| Lizzard        | 1      | 14 novembre 2007 | Johannesburg |
| The Playa      | 1      | 21 novembre 2007 | Johannesburg |
| Angelico       | 1      | 10 gennaio 2010  | Johannesburg |